# Llista de papallones de Seychelles

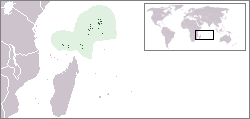
Localització de Seychelles

Aquesta és una llista de papallones de Seychelles. A Seychelles són conegudes al voltant de 25 espècies, de les quals 3 són endèmiques.
Les papallones (majoritàriament diürnes) i les arnes (principalment nocturnes) formen l'ordre taxonòmic Lepidoptera.
Es mostren alfabèticament per família.
| Índex A B C D E F G H I J K L M N O P R S T U V W X Y Z |

## Papilionidae

### Papilioninae

#### Papilionini
- Papilio phorbanta nana Oberthür, 1879

## Pieridae

### Coliadinae
- Eurema brigitta pulchella (Boisduval, 1833)
- Eurema floricola aldabrensis Bernardi, 1969
- Catopsilia florella (Fabricius, 1775)

### Pierinae
- Colotis evanthides (Holland, 1896)

#### Pierini
- Belenois aldabrensis (Holland, 1896) (endemic)
- Belenois grandidieri (Mabille, 1878)

## Lycaenidae

### Theclinae

#### Theclini
- Hypolycaena philippus ramonza (Saalmüller, 1878)

### Polyommatinae

#### Polyommatini
- Leptotes pirithous (Linnaeus, 1767)
- Zizeeria knysna (Trimen, 1862)
- Zizula hylax (Fabricius, 1775)

## Nymphalidae

### Danainae

#### Danaini
- Danaus chrysippus orientis (Aurivillius, 1909)
- Amauris niavius dominicanus Trimen, 1879
- Euploea mitra Moore, 1858 (endemic)

### Satyrinae

#### Melanitini
- Melanitis leda (Linnaeus, 1758)

### Nymphalinae

#### Nymphalini
- Junonia hierta cebrene Trimen, 1870
- Junonia oenone epiclelia (Boisduval, 1833)
- Junonia orithya madagascariensis Guenée, 1865
- Junonia rhadama (Boisduval, 1833)
- Hypolimnas misippus (Linnaeus, 1764)

### Heliconiinae

#### Acraeini
- Acraea neobule legrandi Carcasson, 1964

#### Vagrantini
- Phalanta phalantha aethiopica (Rothschild & Jordan, 1903)
- Phalanta philiberti (de Joannis, 1893) (endemic)

## Hesperiidae

### Pyrginae

#### Tagiadini
- Eagris sabadius aldabranus Fryer, 1912
- Eagris sabadius maheta Evans, 1937

### Hesperiinae

#### Baorini
- Borbo borbonica morella (de Joannis, 1893)
- Borbo gemella (Mabille, 1884)